# Кирилл III (патриарх Константинопольский)
Кирилл III (греч. Κύριλλος Γ; XVI век — Кипр, 1655) — патриарх Константинопольский, занимавший пост на протяжении двух лет (июнь 1652 — март 1654).
Предшественником патриарха Кирилла III был патриарх Иоанникий II, а его преемником был патриарх Паисий I.

## Биография
Первая попытка Кирилла III занять Патриаршую кафедру датируется июнем 1652 года, когда от престола отрекся Иоанникий II. Несмотря на попытки подкупа, избрание Кирилла III не было признано константинопольскими архиереями, и его патриаршество длилось лишь несколько дней. Затем в течение двух недель престол занимал святой Афанасий III Пателларий, однако вскоре его сменил Паисий I.
Одновременное присутствие в столице 3 бывших патриархов делало положение Паисия неустойчивым. В сентябре 1652 года был издан соборный томос, запрещавший архиереям и клирикам под страхом отлучения письменно или устно общаться с кем-либо из них, при этом попытка Кирилла III взойти на Патриарший престол называлась противозаконной и разбойнической. Однако эти меры оказались недостаточными, и в январе 1653 года Паисий был вынужден издать документ о низложении Кирилла III.
Иоанникий II был смещен 17 марта 1654 года, и Кирилл III на 2 недели вновь занял Константинопольский престол. Повторно взойдя на Константинопольскую кафедру, Паисий в апреле 1654 года отправил Кирилла III в ссылку на остров Кипр. Однако из послания от 3 сентября 1655 года взошедшего на Константинопольский престол в 4-й раз Иоанникия II к патриарху Александрийскому Иоанникию следует, что Кирилл III самовольно покинул Кипр, прибыл в Константинополь, но был повторно отправлен в ссылку.
Патриарх Кирилл III скончался в 1655 году.